# Бродрик, Уильям, 8-й виконт Мидлтон
Уильям Бродрик, 8-й виконт Мидлтон (англ. William Brodrick, 8th Viscount Midleton; 6 января 1830 — 18 апреля 1907) — англо-ирландский пэр, землевладелец и консервативный политик.

## Ранний период жизни
Родился 6 января 1830 года. Старший сын преподобного Уильяма Джона Бродрика, 7-го виконта Мидлтона (1798—1870), и его кузины, достопочтенной Гарриет Бродрик (? — 1843), дочери Джорджа Бродрика, 4-го виконта Мидлтона.
Его дедушкой и бабушкой по отцовской линии были бывшая Мэри Вудворд (дочь епископа Ричарда Вудворда) и преподобный Чарльз Бродрик, архиепископ Кашела (который был третьим сыном 3-го виконта Мидлтона). Его дедушкой и бабушкой по материнской линии были Джордж Бродрик, 4-й виконт Мидлтон, и Фрэнсис Пелэм (дочь 1-го графа Чичестера).
Он получил образование в Итонском колледже и в Баллиол-колледже Оксфордского университета.

## Карьера
В 1865 году Уильям Бродрик безуспешно пытался избраться в Палату общин Великобритании от Восточного Суррея. В 1868 году он был избран в Палату общин от Мид-Суррея и заседал в парламенте до 1870 года.
29 августа 1870 года после смерти своего отца Уильям Бродрик унаследовал титулы 8-го виконта Мидлтона из Мидлтона в графстве Корк (Пэрство Ирландии), 5-го барона Бродрика из Пепер-Хароу в графстве Суррей (Пэрство Великобритании) и 8-го барона Бродрика из Мидлтона в графстве Корк (Пэрство Ирландии), став членом Палаты лордов Великобритании.
Некоторое время он был президентом Национального союза протестантских церквей, а Мидлтон служил верховным стюардом Кингстона-на-Темзе с 1875 по 1893 год и лордом-лейтенантом Суррея с 1896 по 1905 год.
Он внес значительные улучшения в Пепер-Хароу-хауса.

## Личная жизнь

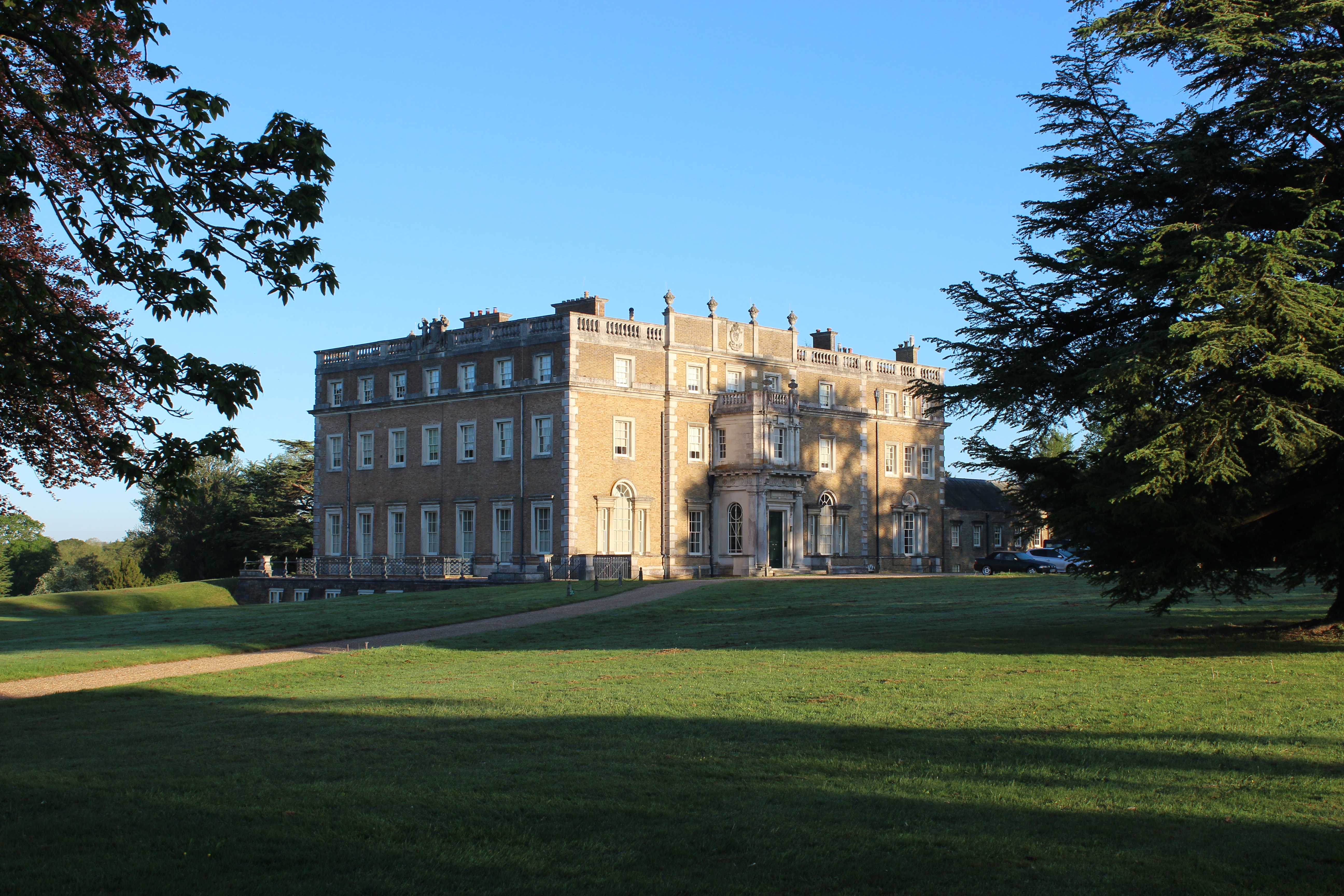
Перер-Хароу-хаус, резиденция виконтов Мидлтон

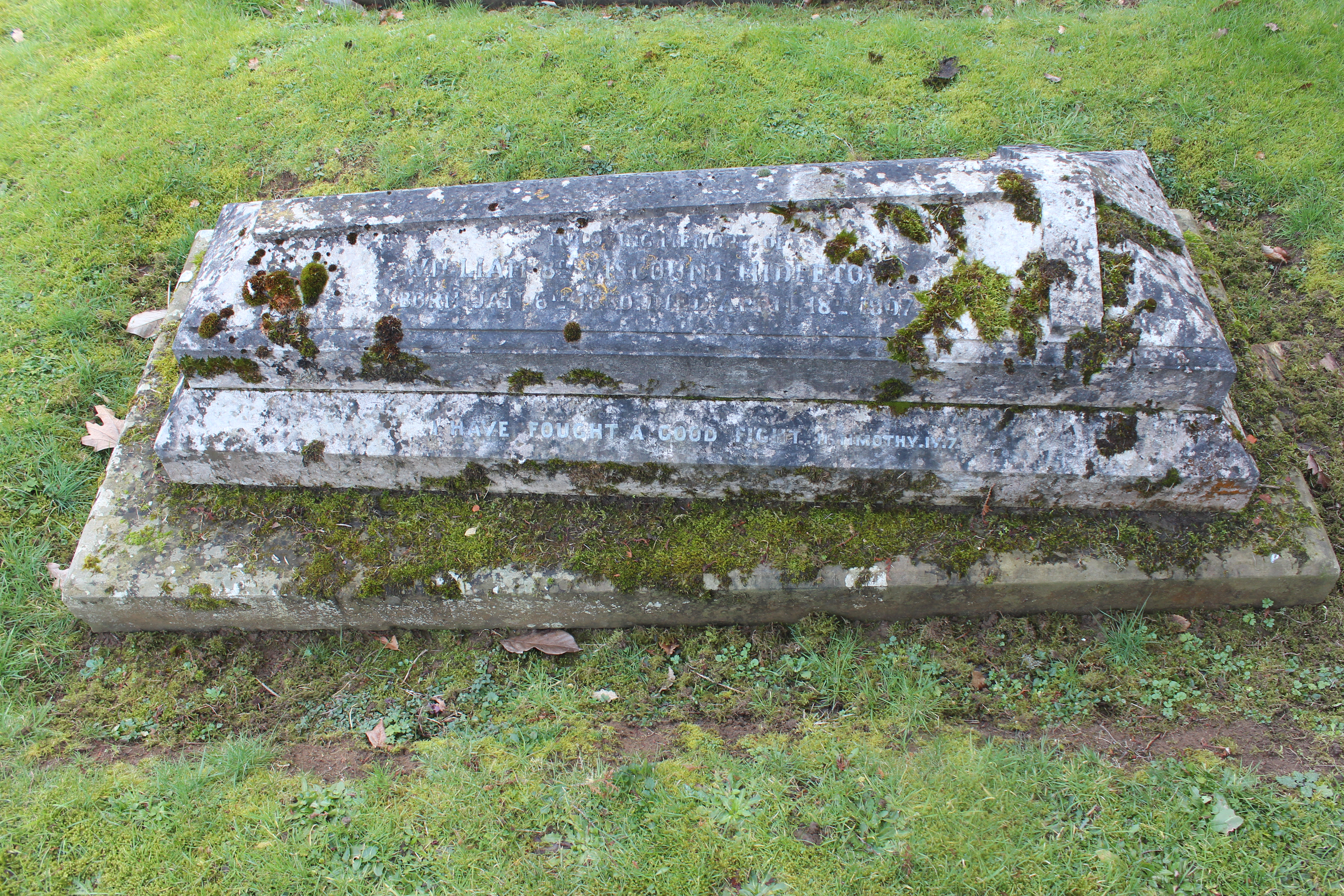
Могила 8-го виконта Мидлтона в Пепер-Хароу, Суррей

25 октября 1853 года лорд Мидлтон женился на достопочтенной Огасте Мэри Фримантл (? — 1 июня 1903), третьей дочери Томаса Фримантла, 1-го барона Коттеслоу, и Луизы Элизабет Ньюджент (старшей дочери фельдмаршала сэра Джорджа Ньюджента, 1-го баронета, и Марии Скиннер). У супругов было три сына и пять дочерей:
- Достопочтенная Огаста Луиза Бродрик (ок. 1854 — 3 ноября 1934), в 1884 году она вышла замуж за сэра Катберта Пика, 2-го баронета[4].
- Эвелин Гарриет Бродрик (21 ноября 1855 — 30 января 1856), которая умерла в младенчестве[3].
- Уильям Сент-Джон Фримантл Бродрик, 1-й граф Мидлтон (14 декабря 1856 — 13 февраля 1942), в 1880 году он женился на леди Хильде Чартерис, дочери 10-го графа Уимса. После ее смерти в 1901 году он женился на Мадлен Стэнли, дочери 1-го барона Сент-Хелиера.
- Достопочтенная Хелен Анна Бродрик (ок. 1857 — 18 сентября 1937), в 1885 году она вышла замуж за преподобного Арчибальда Эана Кэмпбелла, епископа Глазго и Галлоуэя.
- Достопочтенная Эдит Мэри Бродрик (? — 17 апреля 1944), которая была опубликованным автором книг, таких как «Облако свидетелей» и ее автобиографии «Под тремя правлениями». В 1889 году она вышла замуж за Филиппа Литтелтона Гелла из Хоптон-холла[3].
- Достопочтенная Альбина Люси Бродрик (ок. 1862 — 16 января 1955), ирландская республиканка и радикалка на протяжении всей жизни[5].
- Достопочтенный Лоуренс Алан Бродрик (24 января 1864 — 30 марта 1915), в 1896 году он женился на Энн Гвендолин Ллойд Уинн. Энн, вдова генерал-майора Эдварда Уильяма Ллойда Уинна, была дочерью Хью Роберта Хьюза[3].
- Подполковник Достопочтенный Артур Гренвиль Бродрик (2 июня 1868 — 18 сентября 1934), в 1912 году он женился на Лесли Венеции Клаф-Тейлор, единственной дочери подполковника Эдварда Харрисона Клаф-Тейлора из Фирби-холла. Её мать, леди Элизабет Кэмпбелл, была дочерью Джорджа Кэмпбелла, 8-го герцога Аргайла, и леди Элизабет Сазерленд-Левесон-Гауэр (старшей дочери Джорджа Сазерленда-Левезон-Гауэра, 2-го герцога Сазерленда)[3].
- Достопочтенная Мэриан Сесилия Бродрик (1869 — 28 апреля 1932), в 1896 году она вышла замуж за дипломата, сэра Джеймса Битома Уайтхеда[6].

Лорд Мидлтон скончался 18 апреля 1907 года в возрасте 77 лет в Пепер-Хароу. Ему наследовал его старший сын Сент-Джон, который был видным консервативным политиком и получил титул графа Мидлтона в 1920 году His probate was resworn in 1907 at a rounded (as to shillings and pence) 78 967 фунтов стерлингов..